# 134087 Symeonplatts
134087 Symeonplatts è un asteroide della fascia principale. Scoperto nel 2004, presenta un'orbita caratterizzata da un semiasse maggiore pari a 2,6530001 UA e da un'eccentricità di 0,1093494, inclinata di 2,42496° rispetto all'eclittica.